# Lista monumentelor ocrotite de stat din raionul Rîșcani
Lista monumentelor din raionul Rîșcani cuprinde monumentele patrimoniului cultural din raionul Rîșcani înscrise în Registrul monumentelor Republicii Moldova ocrotite de stat.
Registrul monumentelor Republicii Moldova ocrotite de stat a fost aprobat prin Hotărârea Parlamentului nr. 1531-XII împreună cu Legea nr. 1530-XII privind ocrotirea monumentelor RM din 22 iunie 1993. În Monitorul Oficial nr. 1 din 1994 a fost publicată doar Legea, fără a include însă și Registrul, care a fost publicat mult mai târziu, la 2 februarie 2010. A nu se confunda cu Registrul arheologic național sau cel al monumentelor de for public, care sunt liste diferite ce vizează doar anumite compartimente ale patrimoniului cultural, întocmite în baza unor legi separate.
Lista completă este menținută și actualizată periodic de către Ministerul Culturii din Republica Moldova, dar înainte ca modificările să intre în vigoare acestea trebuie să fie aprobate de către Parlament. Această listă este menită să cuprindă și actualizările ulterioare.
| Nr.  | Localizare                                                                 | Denumire                                                                                                  | Datare       | Tip   | Însemnătate | Imagine                 | Erori             |
| ---- | -------------------------------------------------------------------------- | --- | ------------ | ----- | ----------- | ----------------------- | ----------------- |
| 2068 | Rîșcani 47°57′30″N 27°33′09″E / 47.958355894507°N 27.552397471001°E        | Biserica „Adormirea Maicii Domnului”                                                                      | 1859         | At    | L           | galerie \| Încarcă foto | Raportează eroare |
| 2069 | Rîșcani 47°57′17″N 27°33′39″E / 47.954631782637°N 27.560703441062°E        | Școala medie nr. 1                                                                                        | anii 1930    | At    | N           | galerie \| Încarcă foto | Raportează eroare |
| 2070 | Rîșcani 47°57′14″N 27°33′42″E / 47.95383350323°N 27.561536980745°E         | Spitalul                                                                                                  | înc. sec. XX | At    | N           | galerie \| Încarcă foto | Raportează eroare |
| 2071 | Rîșcani 47°58′12″N 27°32′47″E / 47.970045585781°N 27.546501650866°E        | Monument comemorativ de război (1941-1945)                                                                | 1978         | Is    | L           | galerie \| Încarcă foto | Raportează eroare |
| 2072 | Rîșcani 47°57′20″N 27°33′48″E / 47.955598801639°N 27.563219005921°E        | Monument în memoria a 1643 consăteni căzuți în război (1941-1945)                                         | 1986         | Is Ar | L           | Încarcă foto            | Raportează eroare |
| 2073 | Rîșcani 47°57′20″N 27°33′43″E / 47.955597722812°N 27.562032988285°E        | Monument la mormântul comun al 72 ostași în 1941 și 1944 și în memoria a 82 consăteni căzuți în 1941-1945 | 1977         | Is    | L           | Încarcă foto            | Raportează eroare |
| 2075 | Costești 47°50′23″N 27°13′37″E / 47.839837°N 27.2270182°E                  | Baraj hidrotehnic cu lac de acumulare pe râul Prut                                                        | 1973-1978    | Is    | N           | galerie \| Încarcă foto | Raportează eroare |
| 2079 | Alexăndrești                                                               | Biserică                                                                                                  | sec. XIX     | At    | L           | Încarcă foto            | Raportează eroare |
| 2081 | Aluniș 47°51′01″N 27°38′47″E / 47.850162785198°N 27.646328173911°E         | Biserica de lemn „Adormirea Maicii Domnului”                                                              | 1914         | At    | N           | Încarcă foto            | Raportează eroare |
| 2085 | Balanul Nou                                                                | Biserică                                                                                                  | sec. XIX     | At    | L           | Încarcă foto            | Raportează eroare |
| 2086 | Balanul Nou                                                                | Monument în memoria a 9 consăteni căzuți în 1941-1945                                                     | 1965         | Is    | L           | Încarcă foto            | Raportează eroare |
| 2088 | Borosenii Noi 47°59′06″N 27°28′11″E / 47.984917999088°N 27.469835848044°E  | Biserica „Sf. Nicolae”                                                                                    | 1850         | At    | L           | Încarcă foto            | Raportează eroare |
| 2089 | Borosenii Noi                                                              | Monument în memoria ostașului căzut în 1944 și în memoria a 45 consăteni căzuți în 1941-1945              | 1985         | Is    | L           | Încarcă foto            | Raportează eroare |
| 2091 | Braniște                                                                   | Biserica „Sf. Arhanghel Mihail” cu clopotniță                                                             | 1849         | At    | L           | Încarcă foto            | Raportează eroare |
| 2107 | Druța                                                                      | Biserică                                                                                                  | sec. XIX     | At    | N           | Încarcă foto            | Raportează eroare |
| 2108 | Druța                                                                      | Monument în memoria a 34 consăteni căzuți în 1941-1945                                                    | 1966         | Is    | L           | Încarcă foto            | Raportează eroare |
| 2117 | Duruitoarea 47°52′30″N 27°15′42″E / 47.874874769459°N 27.261711306696°E    | Biserica „Sf. Arhanghel Mihail”                                                                           | 1848         | At    | L           | Încarcă foto            | Raportează eroare |
| 2118 | Duruitoarea                                                                | Monument în memoria a 10 consăteni căzuți în 1941-1945                                                    | 1975         | Is    | L           | Încarcă foto            | Raportează eroare |
| 2119 | Duruitoarea 47°53′56″N 27°15′54″E / 47.898772638432°N 27.264989760484°E    | Monument la mormântul comun al 7 ostași căzuți în 1941                                                    | 1980         | Is    | L           | galerie \| Încarcă foto | Raportează eroare |
| 2122 | Duruitoarea Nouă                                                           | Monument în memoria a 27 consăteni căzuți în 1941-1945                                                    | 1965         | Is    | L           | Încarcă foto            | Raportează eroare |
| 2124 | Gălășeni 47°52′09″N 27°20′17″E / 47.869227621883°N 27.337926832593°E       | Biserica „Nașterea Maicii Domnului”                                                                       | 1821         | At    | N           | Încarcă foto            | Raportează eroare |
| 2125 | Gălășeni                                                                   | Monument în memoria a 23 consăteni căzuți în 1941-1945                                                    | 1962         | Is    | L           | Încarcă foto            | Raportează eroare |
| 2127 | Hiliuți 47°56′03″N 27°22′49″E / 47.934195957632°N 27.38030911808°E         | Biserica de lemn „Sf. Arhanghel Mihail”                                                                   | 1808         | At    | N           | galerie \| Încarcă foto | Raportează eroare |
| 2128 | Hiliuți                                                                    | Monument în memoria a 29 consăteni                                                                        | 1941-1945    | Is    | L           | Încarcă foto            | Raportează eroare |
| 2137 | Horodiște 47°56′59″N 27°15′40″E / 47.949649836958°N 27.261210456556°E      | Biserica „Sf. Treime”                                                                                     | 1914         | At    | N           | galerie \| Încarcă foto | Raportează eroare |
| 2138 | Horodiște 47°57′09″N 27°15′55″E / 47.95244626319°N 27.265150898205°E       | Monument în memoria a 54 consăteni căzuți în 1941-1945                                                    | 1975         | Is    | L           | Încarcă foto            | Raportează eroare |
| 2144 | Singureni 47°49′37″N 27°51′11″E / 47.826827753378°N 27.853044660625°E      | Biserica de lemn „Sf. Arhanghel Mihail”                                                                   | 1816         | At    | N           | galerie \| Încarcă foto | Raportează eroare |
| 2145 | Singureni 47°49′34″N 27°51′09″E / 47.826042°N 27.852598°E                  | Monument lui G. G. Leadov                                                                                 | 1971         | Ar    | N           | galerie \| Încarcă foto | Raportează eroare |
| 2146 | Corlăteni 47°49′33″N 27°50′19″E / 47.825875282862°N 27.838637488333°E      | Monument în memoria a 77 consăteni căzuți în 1941-1945                                                    | 1978         | Is    | L           | galerie \| Încarcă foto | Raportează eroare |
| 2147 | Corlăteni 47°49′31″N 27°49′59″E / 47.825231863957°N 27.833102902748°E      | Mormântul lui Liviu Damian                                                                                |              | Is    | N           | galerie \| Încarcă foto | Raportează eroare |
| 2151 | Malinovscoe 47°53′06″N 27°30′04″E / 47.885087015079°N 27.501078373694°E    | Memorialul Statului Major al Frontului II Ucrainean (1944)                                                | 1975         | Is    | N           | Încarcă foto            | Raportează eroare |
| 2153 | Malinovscoe 47°53′06″N 27°30′25″E / 47.884958918083°N 27.506981113976°E    | Monument în memoria a 106 consăteni căzuți în 1941-1945                                                   | 1967         | Is    | L           | Încarcă foto            | Raportează eroare |
| 2163 | Mălăiești                                                                  | Biserică                                                                                                  | sec. XIX     | At    | L           | galerie \| Încarcă foto | Raportează eroare |
| 2164 | Mălăiești                                                                  | Monument în memoria a 43 consăteni căzuți în 1941-1945                                                    | 1962         | Is    | L           | Încarcă foto            | Raportează eroare |
| 2167 | Mihăileni 48°02′12″N 27°37′02″E / 48.03673128609°N 27.617244884132°E       | Biserica „Acoperământul Maicii Domnului”                                                                  | 1881         | At    | L           | Încarcă foto            | Raportează eroare |
| 2168 | Mihăileni 48°02′33″N 27°36′57″E / 48.042634446093°N 27.61582319999°E       | Monument în memoria a 93 consăteni căzuți în 1941-1945                                                    | 1963         | Is    | L           | Încarcă foto            | Raportează eroare |
| 2169 | Mihăileni 48°02′13″N 27°36′57″E / 48.036872516173°N 27.615742014615°E      | Sculptură populară. La cimitir                                                                            | sec. XIX     | Ar    | N           | Încarcă foto            | Raportează eroare |
| 2172 | Mihăilenii Noi 48°01′52″N 27°31′58″E / 48.031148773778°N 27.532876400475°E | Monument în memoria a 16 consăteni căzuți în 1941-1945                                                    | 1968         | Is    | L           | galerie \| Încarcă foto | Raportează eroare |
| 2173 | Moșeni 48°01′38″N 27°26′53″E / 48.027289382865°N 27.447975628696°E         | Biserica „Sf. Cuvioasă Paraschiva”                                                                        | anii 1930    | At    | N           | galerie \| Încarcă foto | Raportează eroare |
| 2176 | Păscăuți                                                                   | Monument în memoria a 37 consăteni căzuți în 1941-1945                                                    | 1965         | Is    | N           | Încarcă foto            | Raportează eroare |
| 2178 | Pelinia 47°52′14″N 27°49′44″E / 47.870436916364°N 27.829008308703°E        | Biserica „Acoperământul Maicii Domnului”                                                                  | 1880         | At    | L           | galerie \| Încarcă foto | Raportează eroare |
| 2182 | Petrușeni                                                                  | Biserica „Sf. Arhangheli Mihail și Gavriil” (incendiată)                                                  | 1702         | At    | N           | Încarcă foto            | Raportează eroare |
| 2183 | Petrușeni                                                                  | Monument în memoria a 39 consăteni căzuți în 1941-1945                                                    | 1975         | Is    | L           | Încarcă foto            | Raportează eroare |
| 2184 | Petrușeni 47°50′58″N 27°17′57″E / 47.849521827381°N 27.299218516205°E      | Mormântul comun al 2 ostași                                                                               | 1941         | Is    | L           | Încarcă foto            | Raportează eroare |
| 2192 | Pîrjota 47°57′36″N 27°25′45″E / 47.960128595602°N 27.429192200185°E        | Biserica „Toți Sfinții” cu clopotniță                                                                     | 1865         | At    | N           | galerie \| Încarcă foto | Raportează eroare |
| 2193 | Pîrjota 47°57′28″N 27°25′59″E / 47.957727830793°N 27.433064423086°E        | Monument la mormântul ostașului căzut în 1944 și în memoria a 39 consăteni căzuți în 1941-1945            |              | Is    | L           | galerie \| Încarcă foto | Raportează eroare |
| 2197 | Pociumbăuți 47°59′40″N 27°19′21″E / 47.994392406945°N 27.322405914874°E    | Biserica „Sf. Arhanghel Mihail”                                                                           | sec. XIX     | At    | L           | galerie \| Încarcă foto | Raportează eroare |
| 2198 | Pociumbăuți 47°59′43″N 27°19′20″E / 47.995342751299°N 27.322305494636°E    | Monument în memoria a 31 consăteni căzuți în 1941-1945                                                    |              | Is    | L           | Încarcă foto            | Raportează eroare |
| 2205 | Pociumbeni 47°58′40″N 27°17′56″E / 47.977841111989°N 27.298799923685°E     | Biserica „Sf. Teodor Tiron”                                                                               | 1892         | At    | L           | galerie \| Încarcă foto | Raportează eroare |
| 2206 | Pociumbeni                                                                 | Monument în memoria a 32 consăteni căzuți în 1941-1945                                                    | 1966         | Is    | L           | Încarcă foto            | Raportează eroare |
| 2207 | Pociumbeni 47°58′44″N 27°18′08″E / 47.978858163538°N 27.302208139579°E     | Monument în memoria a 103 consăteni căzuți în 1941-1945                                                   | 1985         | Is    | L           | Încarcă foto            | Raportează eroare |
| 2208 | Pociumbeni 47°58′46″N 27°18′19″E / 47.979406977378°N 27.305214668358°E     | Mormântul lui Teodor Vîrnav                                                                               |              | Is    | N           | galerie \| Încarcă foto | Raportează eroare |
| 2211 | Răcăria                                                                    | Monument în memoria a 23 ostași consăteni căzuți în 1941-1945                                             | 1965         | Is    | L           | Încarcă foto            | Raportează eroare |
| 2213 | Rămăzan                                                                    | Monument comemorativ de război (1941-1945)                                                                |              | Is    | L           | Încarcă foto            | Raportează eroare |
| 2216 | Recea                                                                      | Biserica „Sf. Treime”                                                                                     | 1825         | At    | L           | Încarcă foto            | Raportează eroare |
| 2220 | Sturzeni                                                                   | Monument în memoria a 84 consăteni căzuți în 1941-1945                                                    | 1970         | Is    | L           | Încarcă foto            | Raportează eroare |
| 2222 | Sverdiac                                                                   | Monument în memoria a 2 consăteni căzuți în 1941-1945                                                     | 1966         | Is    | L           | Încarcă foto            | Raportează eroare |
| 2231 | Șaptebani 47°53′41″N 27°20′47″E / 47.89475142041°N 27.34636690969°E        | Biserica „Acoperământul Maicii Domnului”                                                                  | 1904         | At    | L           | galerie \| Încarcă foto | Raportează eroare |
| 2232 | Șaptebani                                                                  | Monument în memoria a 73 consăteni căzuți în 1941-1945                                                    | 1975         | Is    | L           | Încarcă foto            | Raportează eroare |
| 2234 | Șumna                                                                      | Monument în memoria a 8 consăteni căzuți în 1941-1945                                                     | 1975         | Is    | L           | Încarcă foto            | Raportează eroare |
| 2236 | Ușurei 47°53′30″N 27°35′37″E / 47.891587591835°N 27.593694941818°E         | Monument în memoria a 30 consăteni căzuți în 1941-1945                                                    | 1970         | Is    | L           | Încarcă foto            | Raportează eroare |
| 2239 | Vasileuți 48°00′15″N 27°30′57″E / 48.004095163959°N 27.515895300736°E      | Biserică                                                                                                  | sec. XX      | At    | L           | Încarcă foto            | Raportează eroare |
| 2251 | Văratic 47°55′06″N 27°15′56″E / 47.918352078771°N 27.265529798345°E        | Biserica „Sf. Nicolae”                                                                                    | 1821-1825    | At    | N           | galerie \| Încarcă foto | Raportează eroare |
| 2252 | Văratic                                                                    | Monument în memoria a 79 consăteni căzuți în 1941-1945                                                    | 1966         | Is    | L           | Încarcă foto            | Raportează eroare |
| 2257 | Zăicani 47°58′18″N 27°21′58″E / 47.971679169604°N 27.366249373467°E        | Biserica „Buna Vestire”                                                                                   | 1872         | At    | L           | galerie \| Încarcă foto | Raportează eroare |
| 2258 | Zăicani 47°58′33″N 27°22′06″E / 47.975928324574°N 27.368397263819°E        | Monument în memoria a 76 consăteni căzuți în 1941-1945                                                    | 1970         | Is    | L           | galerie \| Încarcă foto | Raportează eroare |